# 麦克唐奈尔山脉
麦克唐奈尔山脉（MacDonnell Ranges）是澳大利亚北领地的一座山脉，长度为644千米，以1855年至1862年任南澳州總督的麦当奴命名。該山脈有很多巨大的峡谷和原住民地区。
山克唐奈尔山脉经常在艾伯特·纳马特吉拉（Albert Namatjira）的绘画作品中出现。

## 地理

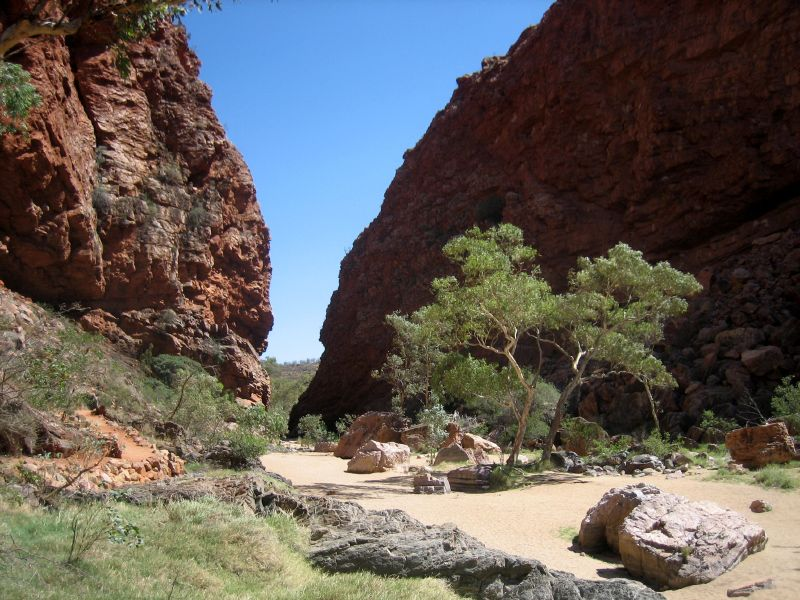
辛普森峡谷

麦克唐奈尔山脉的高峰包括海拔1531米的齐尔山（Mount Zeil）、海拔1524米的利比格山（Mount Liebig）和海拔1380米的桑德山（Mount Sonder）。这些山峰是北领地最高的山峰。麦克唐奈尔山脉是托德河（Todd River）、芬克河（Finke River）和桑德奥弗河（Sandover River）的源头。